# Sviatogórie
Sviatogórie (en rus: Святогорье) és un poble del krai de Khabàrovsk, a l'Extrem Orient de Rússia. El 2012 tenia 640 habitants. Pertany al districte rural de Lazó.